# Sejs-Svejbæk
Sejs-Svejbæk er en stationsby i Midtjylland med 4.608 indbyggere  (2024), beliggende i Sejs-Svejbæk Sogn syv kilometer sydøst for Silkeborg. Byen ligger i Region Midtjylland og hører til Silkeborg Kommune. Sejs-Svejbæk er opstået ved at de to byer Sejs og Svejbæk er samenvokset til ét samlet byområde. Byen ligger ned til Brassø som er en del af Gudenå-systemet mellem Julsø og Borresø.
Byens anløbsbro i Julsø ved Traktørstedet Ludvigslyst besejles af Silkeborgsøernes færgefart med bl.a. dampfærgen Hjejlen.
Foruden Gudenåen og statsskovene grænser byområdet op til fredet hede med lyngbakkerne Sindbjerg og Stoubjerg.
Der er skole 0.-9. årgang, tre børnehaver, to vuggestuer, et plejecenter, en kirke, en jernbanestation, discount- og almindelig dagligvareforretning, slagter, og flere mindre erhvervsdrivende som blomsterhandlere, frisører, en campingplads og en café mv. I lokalområdet er der desuden en stor idrætsforening med mange forskellige afdelinger og aktiviteter samt en spejdergruppe.

## Historie
Sejs Huse var oprindeligt en spredt bebyggelse ved Borresø. Adskilt fra denne lå ca. 1 km mod øst Svejbæk station med gårdene Karolinelyst og Ludvigslyst.

### Stationsbyen
Jernbanen mellem Silkeborg og Skanderborg blev anlagt i 1871 og Svejbæk Station åbnede i 1872, i dag fungerer den som et station på Skanderborg-Skjern-banen.
I 1926 blev der oprettet trinbræt i Sejs ved Sindbjergvej, dette blev nedlagt igen d. 22 maj 1971.
Svejbæk Vandværk blev bygget i 1936.
Svejbæk stationsby havde 174 indbyggere i 1925, 269 i 1930, 466 i 1935 og 365 i 1940.
Efter 2. verdenskrig fortsatte byen sin udvikling: den havde 408 indbyggere i 1945, i 1960 940 og i 1965 1.617 indbyggere.
Kalsholtvej i byens østlige udkant regnes som landets dyreste villavej uden for hovedstadsområdet.

### Egen kirke
Oprindeligt hørte Svejbæk under Linå Sogn, men i kraft af et voksende indbyggertal blev det fra 1971 aktuelt at oprette egen kirke og sogn. Den 10. december 1989 kunne Sejs-Svejbæk Kirke indvies. Hele byggesagen havde da varet 10 år. Sejs-Svejbæk-området blev nu et selvstændigt sogn, og et nyt menighedsråd kunne tage over efter menighedsrådsvalget i marts 1990.
Tidligere lå Svejbæk i Gjern herred, Århus Amt.

### Indbyggertal
| År   | Indbyggere | Huse | År   | Indbyggere | Huse |
| ---- | ---------- | ---- | ---- | ---------- | ---- |
| 1925 | 530        | -    | 1950 | 872        | -    |
| 1930 | 557        | -    | 1955 | 916        | -    |
| 1935 | 638        | -    | 2006 | 3888       | -    |
| 1940 | 624        | -    | 2008 | 3842       | -    |

## Politik
| Parti                     | Stemmetal   |
| ------------------------- | ----------- |
| V Venstre                 | 957 (33,9%) |
| C Konservative            | 655 (23,2%) |
| A Socialdemokratiet       | 630 (22,3%) |
| Ø Enhedslisten            | 238 (8,4%)  |
| F Socialistisk Folkeparti | 131 (4,6%)  |
| B Radikale Venstre        | 75 (2,7%)   |
| D Nye Borgerlige          | 70 (2,5%)   |
| O Dansk Folkeparti        | 30 (1,1%)   |
| I Liberal Alliance        | 16 (0,6%)   |
| K Kristendemokraterne     | 10 (0,4%)   |
| Å Alternativet            | 6 (0,2%)    |
| Æ Deltagerlisten          | 6 (0,2%)    |

## Notabiliteter
- Esben Bjerre Hansen – radio- og tvvært
- Peter Sørensen – fodboldtræner
- Søs Egelind – skuespiller
- Flemming Fjeldgaard – journalist
- Robert Skov – professionel fodboldspiller.
- Lars Larsen – forretningsmand
- Jacob Brunsborg – forretningsmand
- Jonas Risvig - filminstruktør